# 鮑里斯·舍列梅捷夫
鮑里斯·舍列梅捷夫（俄语：Бори́с Петро́вич Шереме́тев，1652年5月5日—1719年2月28日），俄罗斯帝国外交官、大北方战争时期陆军元帅，1706年成为俄罗斯历史上首位伯爵，他参加的其他战役还有俄波战争、第二次俄土战争和第三次俄土战争等。